# Maurice Henrijean
Maurice Henrijean (* 13. Februar 1903 in Spa; † 24. Oktober 1940 ebenda) war ein belgischer Stabhochspringer.
Bei den Olympischen Spielen wurde er 1924 in Paris Siebter und schied 1928 in Amsterdam in der Qualifikation aus.
Seine persönliche Bestleistung von 3,66 m stellte er 1924 auf.